# Хенријета Левит
Хенријета Свон Левит (енгл. Henrietta Swan Leavitt; Ланкастер, 4. јул 1868 — Кембриџ, 12. децембар 1921) била је амерички астроном. Открила је повезаност луминозности и периода цефеида. Радила је у Харвардској опсерваторији на Харвардској спектралној класификацији. Иако није била много запажена као жена научник, њени проналасци су први омогућили да се измере даљине до других галаксија. Након њене смрти, Едвин Хабл је помоћу њеног открића Цефеида успео да одреди да се свемир шири (погледати Хаблов закон).

## Школовање
Хенријета је била ћерка Џорџа (George Roswell Leavitt) и Хенријете (Henrietta Swan). Рођена је у Масачусетсу. Дипломирала је на Radcliffe колеџу 1892. Студирала је уметност и филозофију, а тек на 4. години колеџа одлучила се за астрономију. Касније је путовала по Америци и Европи и разболела се, након чега је почела да губи слух.

## Каријера
1893. године Хенријета се запослила у Харвардској опсерваторији и постала једна од "Пикерингових жена". Радила је на класификовању звезда по изгледу спектра. У почетку уопште није била плаћана за свој рад, а касније је добијала 0,30 долара по сату.
Пикеринг ју је у опсерваторији запослио да проучава променљиве звезде, чија се луминозност мења са временом. Нико није веровао да ће открити нешто значајно. 1912. објавила је резултате свог рада и показала да је логаритам периода линеарно повезан са средњом луминозности звезде.
Хенријета је радила са звездама до преко 17. магнитуде. Анализирала је око 300 звезда са 13 телескопа да би саставила своју скалу, која је званично прихваћена 1913. године.
Хенријетино откриће омогућило је научницима да мере удаљеност до најдаљих галаксија које су превише далеко да би се користила паралакса. Након откривања Цефеида у Млечном путу откривено је још пар у другим галаксијама. Едвин Хабл је у Андромединој галаксији открио једну 1923. године. Када су откривене прве цефеиде добијен је први доказ да су објекти за које се сматрало да су спиралне маглине заправо спиралне галаксије. Хенријетино откриће је заувек променило схватања у астрономији. Није више сматрано да је Сунце у средишту Млечног пута, нити да је Млечни пут у центру свемира.